# Polypodium bivestitum
Polypodium bivestitum là một loài dương xỉ trong họ Polypodiaceae. Loài này được Tausch, Pr. mô tả khoa học đầu tiên năm 1836.
Danh pháp khoa học của loài này chưa được làm sáng tỏ. 